# Nang
Pour les articles homonymes, voir Nang (homonymie).
Nang est une tribu dans les îles Loyauté sur l'île de Lifou. elle est l'une des 17 tribus du district coutumier de Nouvelle-Calédonie de Wet.